# الفتح الروماني لشبه الجزيرة الإيبيرية
الفتح الروماني لشبه الجزيرة الإيبيرية هو عمليةٌ استولت الجمهورية الرومانية من خلالها على أقاليم ضمن شبه الجزيرة الإيبيرية التي خضعت سابقًا لحكم قبائل السلتيأيبيرين الأصلية والإمبراطورية القرطاجية. شكلت شبه الجزيرة موطنًا لمجموعات إثنية متنوعة وعدد كبير من القبائل. تعرضت أقاليم قرطاجة للفتح في جنوب وشرق شبه الجزيرة عام 206 قبل الميلاد خلال الحرب البونيقية الثانية (218-201 قبل الميلاد). امتدت السيطرة الرومانية تدريجيًا على أغلب أراضي شبه الجزيرة الإيبيرية دون إلحاقها بالجمهورية الرومانية. اكتملت السيطرة بعد نهاية الجمهورية الرومانية عام 27 قبل الميلاد وقيام الإمبراطورية بقيادة أغسطس الإمبراطور الروماني الأول، والذي ألحق كامل شبه الجزيرة بالإمبراطورية الرومانية عام 19 قبل الميلاد.
بدأ فتح شبه الجزيرة باستحواذ الروم على أقاليم قرطاج في هسبانيا الجنوبية وعلى امتداد الساحل الشرقي نتيجة هزيمتهم القرطاجيين عام 206 قبل الميلاد، تلا ذلك مغادرة القوات القرطاجية شبه الجزيرة.
نجم عن هذا الانتصار تواجد روماني مستمرفي هذه الأقاليم جنوب وشرق هسبانيا. بعد أربع سنوات من انتهاء هذه الحرب، أي في عام 197 قبل الميلاد، أسس الرومان مقاطعتين. الأولى كانت هسبانيا سيتيريور (إسبانيا الأقرب) التي امتدت على أغلب الساحل الشرقي (منطقة تتوافق بنسبة كبيرة مع مجتمعات الحكم الذاتي الحديثة التي تشمل فالنسيا وكاتالونيا وجزءًا من منطقة أرغون) والثانية هسبانيا أوليتير (إسبانيا لأبعد مدى) في الجنوب، والتي تتوافق مع أندلُسيا الحديثة.
على مدى 170 سنةً تاليةً، وسعت الجمهورية الرومانية سيطرتها على هسبانيا، ولم يكن هذا نتيجة سياسة الفتح، بل عبر عملية تدريجية من إقرار السلام. عادت نشاطات الرومان في هسبانيا للظهور ثانيةً، إذ قمعوا تمردات القبائل الهسبانية بدلًا من السعي لإلحاق أقاليم جديدة بالجمهورية. نجم هذا عن تمردات عديدة قادتها القبائل المحلية.
كانت الأولوية إقرار السلام واستبقاء الأراضي وتوسيع السيطرة على القبائل المحلية. حول الرومان بعض المدن الأصلية الواقعة خارج المقاطعتين إلى مدن «ترفيد» وأسسوا بؤرًا استيطانية ومستعمرات رومانية (مستوطنات) لتوسيع سيطرتهم. كانت الترتيبات الإدارية مخصصةً لهذا الغرض.
مال الحكام المرسلون إلى هسبانيا إلى التصرف بشكل مستقل تمامًا عن مجلس الشيوخ بسبب المسافة الكبيرة التي تفصلهم عن روما. في الفترة الأخيرة من هذه الحقبة، حاول مجلس الشيوخ الروماني إحكام السيطرة على هسبانيا، وكان هذا بقصد الحد من الاضطهاد والسلب الذي مارسه بعض المسؤولين (الحكام) الرومانيين في شبه الجزيرة. خلال هذه الفترة، كان الفتح الروماني عملية ضم للقبائل المحلية إلى العالم الروماني ونظامه الاقتصادي بعد إقرار السلم.
تغير هذا بعد نهاية الجمهورية الرومانية وتأسيس حكم الأباطرة في روما. بعد انتصار الرومان في حروب كانتابريا شمال شبه الجزيرة (آخر تمرد ضد الرومان في هسبانيا)، فتح أغسطس شمال هسبانيا، مُلحقًا كامل شبه الجزيرة بالإمبراطورية الرومانية ومجريًا إعادة تنظيم إداري عام 19 قبل الميلاد.
توست مقاطعة هسبانيا أوليتير الرومانية بشكل كبير لتشمل الجزء الشرقي من هسبانيا الوسطى وهسبانيا الشمالية، وأُعيدت تسميتها هسبانيا تاراكونيس. انقسمت مقاطعة هسبانيا أوليتير إلى مقاطعتي هسبانيا بايتيكا (تشكل أغلبية الأندلس الحديثة) ولوسيتانيا، التي تغطي المناطق الممتدة من البرتغال الحالية حتى نهر دويرة (دوريوس) ومجتمع الحكم الذاتي الحالي إكستريمادورا وجزءًا صغيرًا من مقاطعة سلامنكا في إسبانيا الحالية.

## الحرب البونيقية الثانية

### إيبيريا القرطاجية
أسس الفينيقيون اتصالات تجارية في جنوب شبه الجزيرة الإيبيرية وعلى امتداد الساحل الشرقي، وسار على خطاهم القرطاجيون وذلك بين القرنين الثامن والسابع قبل الميلاد، إذ صدرت مراكزهم التجارية المعادن والموارد المتاحة في إيبيريا، والسلع المصنعة المستوردة من بلدان شرق البحر الأبيض المتوسط.
كان التجار الإغريق الذين يتخذون مقرهم في ماساليا (مارسيليا الفرنسية حاليًا) يتاجرون في جميع أنحاء المراكز التجارية الساحلية دون تواجد مستمر لهم في المنطقة وبعد ذلك أسسوا مدينتي إمبوريون (إمبيوريز) ورود (روساس) التجاريتين. نقلت السفن الفينيقية جزءًا من التجارة اليونانية. تبنّت بعض الشعوب في شبه الجزيرة الساحلية بعض جوانب هذه الثقافات في شرق البحر الأبيض المتوسط وذلك نتيجة للاحتكاك مع اليونانيين والفينيقيين.
فتحت الرومان جزر صقلية، وسردينيا، وكورسيكا بعد الهزيمة التي منيت بها قرطاج أمام روما في الحرب البونيقية الأولى عام 241-264 قبل الميلاد. غزا القائد القرطاجي حملقار برقا إسبانيا الجنوبية. أسست أسرته أقاليم قرطاجية في جنوب هسبانيا، واستمرت شبه الجزيرة بتزويد قرطاج بعدد كبير من المجندين في المناطق التي تسيطر عليها، بالإضافة إلى المرتزقة وتحديدًا الرماة البلياريين والسلتيأيبيرون.

### معاهدة إبرة
نجح حملقار بالسيطرة من خلال مساعدة صهره صدربعل العادل في عام 226 قبل الميلاد. عقدت روما معاهدة مع صدربعل: «لا يجب على أي من الطرفين توسيع سيطرته خارج نطاق نهر إبرة، وينبغي الحفاظ على استقلال مدينة ساغونتو الواقعة بين الإمبراطوريتين».
كانت المدن في شمال الساحل الشرقي يساورها القلق حول التوسع القرطاجي وتحالفت مع روما للحصول على حمايتها. أدى ذلك إلى إنشاء نهر إبرة للحد من نفوذ القرطاجيين والرومان في شرق هسبانيا، وتحالفت دولة ساغونتوم (ساغونتو حاليًا، مُرْبَاطَر سابقًا) مع الرومان. تقع ساغونتو في منتصف الطريق الواصل بين إبرة وقرطاجة الجديدة (كارتاخينا حاليًا)، وكانت تُعتبر موقعًا استيطانيًا أسسه صد بعل، كانت الأراضي القرطاجية تقع جنوب ساغونتوم. وسع حنبعل، ابن القائد حملقار وخليفة صدربعل، الأراضي القرطاجية شمالًا نحو ضفاف نهر إبرة، ونتيجة لذلك التوسع أصبحت ساغونتوم نفسها محاطة بالأراضي القرطاجية.

### قضية ساغنتوم
اندلعت الحرب البونيقية الثانية بين القرطاج والرومان من خلال الهجمات التي شنها حنبعل على ساغونتوم، إذ وجد حنبعل حجة لشن الحرب على ساغونتوم من خلال النزاع بين مدينة ساغونتوم والأراضي المحيطة بـ توردولي (شعب قديم عاش في المناطق الجنوبية من شبه جزيرة إيبيريا)، أرسلت ساغونتوم مبعوثيها إلى روما لطلب المساعدة. قرر مجلس الشيوخ الروماني إرسال مفوضين إلى هسبانيا من أجل التحقيق في الأحوال السائدة وتحذير حنبعل بعدم التدخل بشؤون ساغونتوم، واستمروا بتقديم شكاوى ساغونتوم إلى مجلس القرطاجيين، ثم بدأ حنبعل بفرض حصار على شعب ساغنتوم قبل رحيلهم، وظلّ قرار مجلس الشيوخ بإرسال المفوضين مستمرًا، فإذا رفض حنبعل وقف الأعمال الحربية والقتال سيتحتم عليهم الذهاب إلى قرطاج والمطالبة بالاستسلام لنقض المعاهدة.
أصبحت التحصينات المنيعة التي وضعتها ساغونتوم والمقاومة الشديدة من قبل السكان درعًا لصد هجوم حنبعل، إذ أُصيب حنبعل إصابات بالغة عندما اقترب من سور المدينة. قال السفراء الرومانيون عندما وصلوا إلى حنبعل إن هنالك خطورة بالنسبة لذهابهم إلى المدينة، وكان حنبعل يتوق جدا لرؤيتهم لأنه توقع ذهابهم إلى قرطاج إذا لم يتمكنوا من رؤيته، وبناءً على ذلك أرسل رسالة إلى أنصاره المؤيدين له في قرطاج يطلب منهم منع المعارضين له من تقديم أي امتيازات إلى روما. إن مهمة المفوضين الذين أُرسلوا من قبل مجلس الشيوخ لم تحقق أي إنجاز، وذكر مجلس القرطاجيين أن الحرب بدأت من قبل ساغونتو وليس حنبعل، إذ إن روما ستكون غير مُنصِفة في حال انحيازها لساغونتو.
اعتبرت روما عدم إرسال مساعدة إلى ساغونتو أمرا مخزيًا، إذ كان من المتوقع أن حنبعل يستطيع عبور نهر إبرة بمساندة القبائل الإسبانية. قلق الرومان من أنّ ذلك قد يحرض الغال في شمال إيطاليا للتمرد عليهم.
قرر الرومان محاربة حملتين، الأولى في أفريقيا (تونس، وليبيا الغربية، وقرطاجية) والثانية في إسبانيا. فُرضت ستة فيالق رومانية (24,000 عدد المشاة و1,800 عدد الفرسان)، و40,000 من المشاة من الحلفاء الايطاليين، و4,400 من الفرسان المتحالفين. أُعدّ أسطول مكون من 220 سفينة حربية، و20 قادسًا حربيًا، وفيلقين مزودين ب 4000 من المشاة و300 فارس، و16,000 من المشاة المتحالفين معهم، و1,800 من الفرسان المتحالفين، و160 سفينة حرارية، و12 قادسًا حربيًا، كل ما ذُكر أُعد للقائد الروماني تيبيريوس لونجيوس الذي كان يقود الحملة إلى أفريقيا. أُسندت الحملة الأخرى إلى إسبانيا إلى بوبليوس كورنيليوس سكيبيو مع اثنين من الفيالق الرومانية و14,000 من المشاة، و1,600 من الفرسان المتحالفة، و60 سفينة فقط وذلك لعدم توقع الهجوم البحري في إسبانيا.
أُرسلت لجنة رومانية إلى قرطاج للتحقيق في موافقة المدينة على هجوم حنبعل على ساغونتو، ففي حال اعترفت قرطاج بذلك، ويُعتبر أمرًا متوقعًا، فإنهم سيعلنون الحرب على قرطاج بشكل رسمي. كان رد عضو مجلس الشيوخ القرطاجي وفقًا لما ذكره المؤرخ الروماني هو أن روما كانت تسعى لانتزاع الاعتراف بالذنب، وأضاف أنه يجب على قرطاج التحقيق في الأمر واتخاذ إجراءات ضد مواطنيها في حال فعل أحدهم شيئًا ما على مسؤوليته الخاصة. يمكن لروما بعد ذلك مناقشة نقطة معينة حول ما إذا كان فعل حنبعل متوافق مع شروط المعاهدة، إذ إنه جادل بأن ساغونتوم لم تكن حليفة للرومانيين في أثناء عقد المعاهدة. أقام صدربعل معاهدة مع ساغونتوم ولم تكن قرطاج مُلزمة بهذه المعاهدة لأنها تمت دون علمها. أفاد ليفي بأن القائد فابيوس ماكسينموس الذي طرح السؤال مسبقًا قد قال «ها نحن نقدم لكَ السلم والحرب، فخذ ما تريد».

### الحملة الأولى

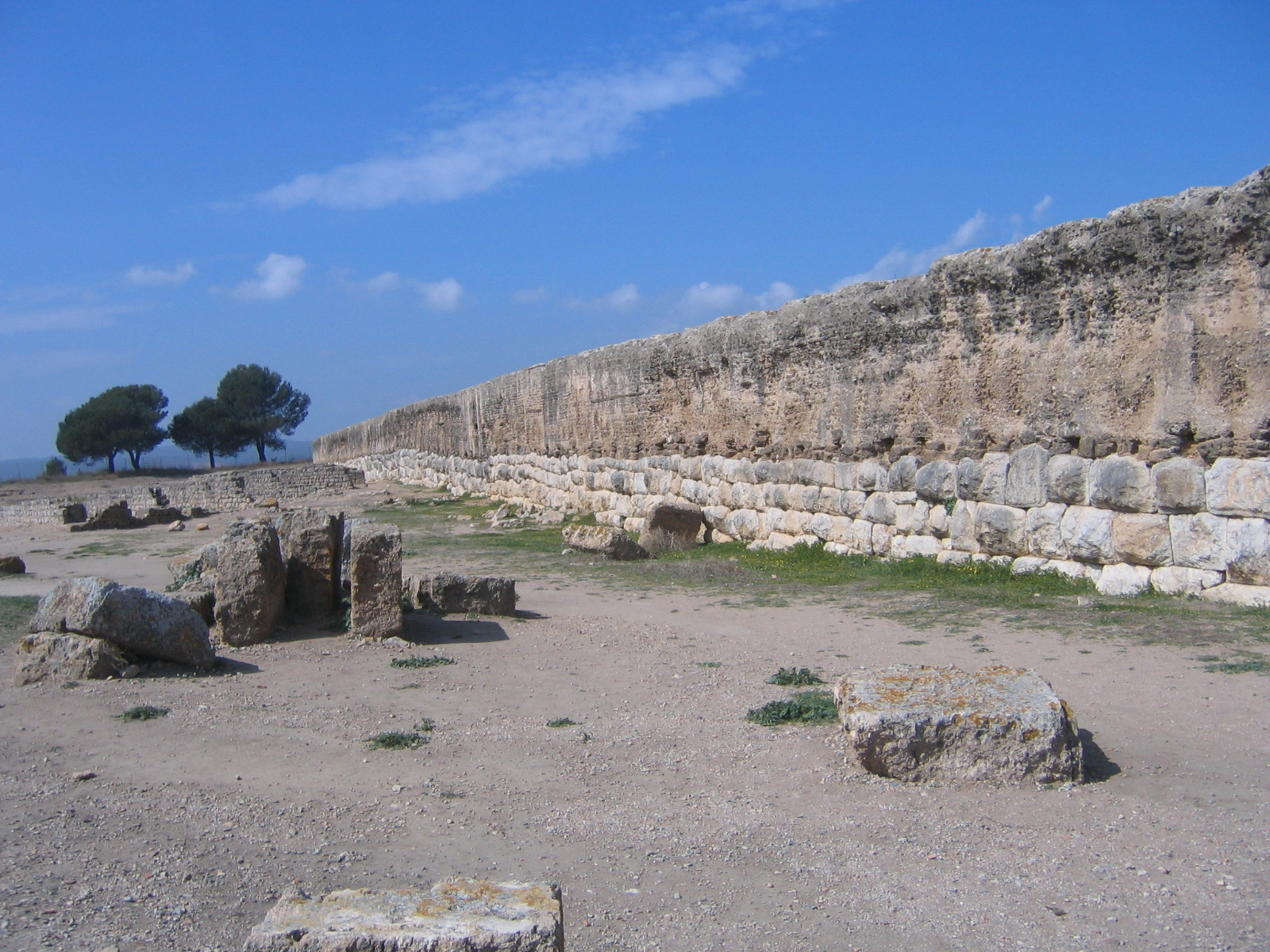
السور الروماني لإمبيوريز الذي يُعد نقطة دخول رومامن شبه الجزيرة الإيبيرية

وصلت القوى الاستكشافية إلى إسبانيا، ثم إلى مرسيليا في عام 218 قبل الميلاد لاكتشاف فيما إذا كان حنبعل في طريقه إلى إيطاليا، إذ أرسل بوبليوس كورنيليوس سكيبيو 300 فارس داخل المدينة لتحديد موقع حنبعل. كان حنبعل في ذلك الوقت يعبر نهر الرون، وأُرسل 500 فارس نوميدي إلى الرومان للتأكد من أعدادهم ونواياهم. حدث اشتباك بينهم وانتهى بانتصار الرومان في معركة دموية، في حين واصل حنبعل رحلته إلى إيطاليا.
قرر بوبليوس كورنيليوس سكيبيو العودة إلى إيطاليا ومحاربة حنبعل فيها، فأرسل شقيقه، جنايوس كورنيليوس سكيبيو، برفقة عدد كبير من القوى الاستكشافية نحو هسبانيا. وصل جنايوس إلى مدينة إمبيوريز. أفاد ليفي أن جنايوس حصل على دعم من الشعوب الساحلية في شمال إبرة من خلال تجديد التحالفات القديمة وإنشاء تحالفات جديدة. جُنّد العديد من القوى من بينهم هانو الذي كان مسؤولًا عن القوات القرطاجية في إسبانيا، وخيموا بالقرب من الرومان. ظهر جنايوس سكيبو الذي فضل محاربة القرطاجيين بشكل منفصل وحدثت نتيجة لذلك معركة سيسا بالقرب من طراغونة، هزم فيها هانو وفقد 6000 رجل، وأخذوا 2000 أسير من رجاله كان من ضمنهم من يحرس المخيم. استولى الرومان على المخيم وسُلبت الأمتعة التي تركها حنبعل.